# Джексон-Нельсон, Марджори
Марджори Джексон-Нельсон (англ. Marjorie Jackson-Nelson; род. 13 сентября 1931[…], Кофс-Харбор) — австралийская легкоатлетка и политик. Двукратная чемпионка летних Олимпийских игр 1952 года, семикратная чемпионка Игр Британской империи и Содружества наций. В дальнейшем стала политиком, была губернатором Южной Австралии в 2001—2007 годах.

## Биография

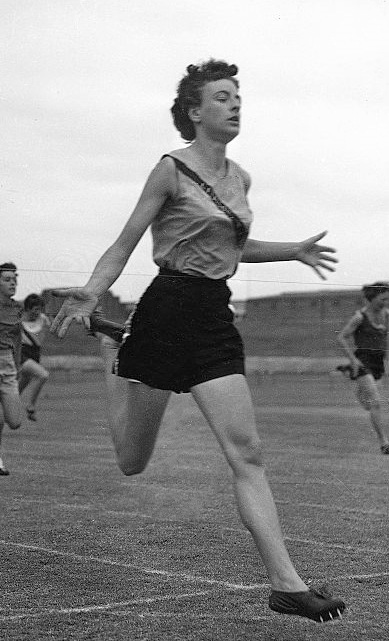
Джексон в 1952 году

Марджори Джексон родилась в 1931 году в Кофс-Харборе. В 1949 году она победила четырёхкратную олимпийскую чемпионку Фанни Бланкерс-Кун в беге на дистанциях 100 и 200 метров. В 1950 году на Играх Британской империи Джексон одержала победу на четырёх дистанциях, в том числе в двух эстафетах в составе сборной Австралии.
На летних Олимпийских играх 1952 года в Хельсинки Джексон победила на дистанции 100 м, установив новый мировой рекорд 11,5 с, и на дистанции 200 м, установив два мировых рекорда 23, 73 и 23, 59 с. Джексон стала первой чемпионкой по лёгкой атлетике от Австралии.
В дальнейшем в 1952 году Джексон улучшила свой рекорд в беге на 100 м на одну секунду. На Играх Британской империи 1954 года Джексон-Нельсон победила на трёх дистанциях.
В 1953 году Джексон вышла замуж за велогонщика Питера Нельсона. Он скончался от лейкемии в 1977 году, после чего Марджори основала фонд исследования лейкемии.
Джексон-Нельсон была одним из восьми знаменосцев Олимпийского флага на церемонии открытия летних Олимпийских игр 2000 года в Сиднее. В 2001—2007 годах она была губернатором Южной Австралии.
В 1953 году Джексон была удостоена титула члена Ордена Британской империи. В 1985 году она была включена в Зал спортивной славы Австралии. В 2001 году она стала компаньоном Орденом Австралии. В 2002 году королева Елизавета II удостоила Джексон-Нельсон титула командора Королевского Викторианского ордена.